# Ulbeekse Bossen
De Ulbeekse Bossen zijn een natuurgebied in de Belgische provincie Limburg, meer bepaald in de gemeente Wellen. Het meer dan 10 ha grote gebied is eigendom van Limburgs Landschap vzw en wordt ook door hen beheerd. De 10 hectaren in beheer bij Limburgs Landschap vzw vormen onderdeel van een 45 hectare groot bosgebied tussen Ulbeek en het gehucht Beurs. Deze oppervlakte is verdeeld over verschillende afgescheiden bosgebiedjes en vormt een restant van het vroegere Bois d'Ulbeek zoals aangeduid op de historische kaart van Vandermaelen uit 1850.
Het beheer in het gebied is er op gericht een inheems bos met meer biodiversiteit tot stand te brengen. Dit wordt bewerkstelligd door het systematisch dunnen van het bosbestand waardoor het geleidelijk omgevormd wordt. Door het kappen van exoten ontstaan open plaatsen waar inheemse planten zich ontwikkelen. Uiteindelijk moet dit leiden tot een eiken-haagbeukenbos.